# Museo Puškin delle belle arti
Il Museo Puškin (in russo Государственный музей изобразительных искусств им.А.С.Пушкина?, Museo statale di arti figurative A.S. Puškin) si trova in via Volkhonka 12 a Mosca, in Russia, e possiede la più grande collezione di arte europea della città.
Il museo nacque come raccolta di calchi di sculture famose, che attualmente occupano gran parte del primo piano, a cui si aggiunsero poi opere originali, soprattutto dipinti (italiani, olandesi e fiamminghi, spagnola, francese), e materiale archeologico (Antico Egitto, Antica Grecia, Antica Roma, civiltà dell'Asia minore). Tra le opere più celebri, il Tesoro di Priamo, ripresentato al pubblico solo dal 1996, e la straordinaria collezione di opere impressioniste e post-impressioniste, con tutti i più grandi nomi di quel periodo. Quest'ultima collezione oggi si trova in un edificio dirimpetto, nell'ex-Museo delle collezioni private.

## Storia

### Le origini
Il nome del museo è fuorviante, in quanto non ha niente a che fare direttamente con il celebre poeta russo Aleksandr Sergeevič Puškin. Il fondatore del museo, infatti, fu Ivan Cvetaev (padre della poetessa Marina Cvetaeva). Cvetaev persuase il giovane milionario Jurij Stepanovič Nečaev-Mal'cov e l'architetto Roman Klein dell'urgenza di dare a Mosca un museo di belle arti.

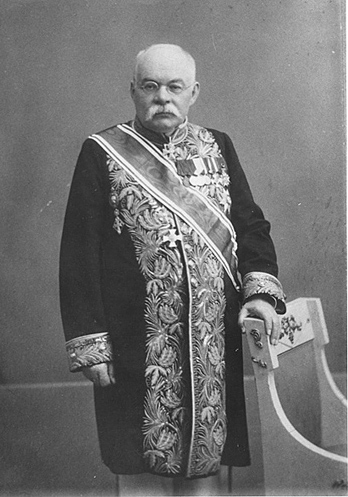
Ivan Cvetaev (1847-1913)

Progettato da Klein e Šuchov, finanziato da Mal'cov, la sede del museo fu edificata dal 1898 al 1912. Il sogno di Cvetaev si realizzò nel maggio 1912, quando il museo aprì i battenti al pubblico. Il museo fu originariamente intitolato a Alessandro III, sebbene il governo avesse dato solo 200.000 rubli per la costruzione, contro gli oltre due milioni di Nečaev-Mal'cov. Le prime opere esposte furono copie di antiche statue, ritenute essenziali all'educazione degli studenti d'arte. I soli oggetti autentici - il papiro di Mosca e il Viaggio di Wenamun - furono donati al museo da Vladimir Goleniščev tre anni dopo.
Dopo il trasferimento della capitale russa a Mosca, nel 1918, il governo dei Soviet decise per il trasferimento di migliaia di opere dal Museo dell'Ermitage di San Pietroburgo alla nuova capitale. Questi dipinti formarono il primo nucleo di opere "europee" del Puškin. L'apporto principale di opere fu, però, successivo.

### Ščukin e Morozov
Il nucleo fondamentale di opere oggi in esposizione al Museo Puškin si deve alle collezioni private di due mercanti russi: Sergej Ščukin (1854-1936) e Ivan Morozov (1871 – 1921). Entrambi appassionati di pittura impressionista e post-impressionista, collezionarono centinaia di tele ognuno. Ščukin, amante anche di Matisse e dei capolavori cubisti, aprì spesso le porte della sua abitazione per mostrare agli intellettuali russi la sua collezione privata.
Successivamente alla Rivoluzione russa del 1917, lo Stato decise di nazionalizzare le collezioni, che rimasero però collocate nelle rispettive abitazioni dei collezionisti: le due case museo presero così il nome di Primo museo di pittura moderna occidentale (la casa di Ščukin) e Secondo museo di pittura moderna occidentale (la casa di Morozov).
Le collezioni vennero riunite nel 1928 nel Museo di pittura moderna occidentale: la forte influenza del regime nelle produzioni artistiche, orientate verso il realismo socialista, fece sì che il museo venisse boicottato ed additato come cattivo esempio di influenze artistiche lontane dalla scelta dello Stato.
Nel 1948 la collezione subì uno smistamento presso altri musei, come l'Ermitage di Leningrado (ora San Pietroburgo) e, appunto, il Museo Puškin.

### Il dopoguerra
Dopo aver cambiato nome nel 1937, venendo intitolato al poeta Puškin in occasione del centenario della sua morte, il museo ha ospitato segretamente nel secondo dopoguerra vari tesori artistici requisiti dalla Germania nazista, in particolare la collezione della Gemäldegalerie Alte Meister di Dresda e il Tesoro di Priamo.
La prima fu conservata per circa dieci anni in casse di legno finché nel 1955 fu deciso di restituirla alla DDR, nonostante l'opposizione dei curatori del museo: per l'occasione alcune opere vennero accuratamente restaurate e temporaneamente esposte al pubblico nel museo, inclusa la Madonna Sistina di Raffaello Sanzio.
Il Tesoro di Priamo, dissotterrato a Troia da Heinrich Schliemann e prelevato dal Pergamonmuseum di Berlino dall'Armata Rossa al termine della seconda guerra mondiale, è invece rimasto in Russia smembrato in due parti, la più grande delle quali è conservata al Museo Puškin mentre la più piccola all'Ermitage di San Pietroburgo.
Il festival di musica internazionale Le notti di dicembre di Svjatoslav Richter si tiene al Museo Puškin dal 1981.

## Le opere maggiori

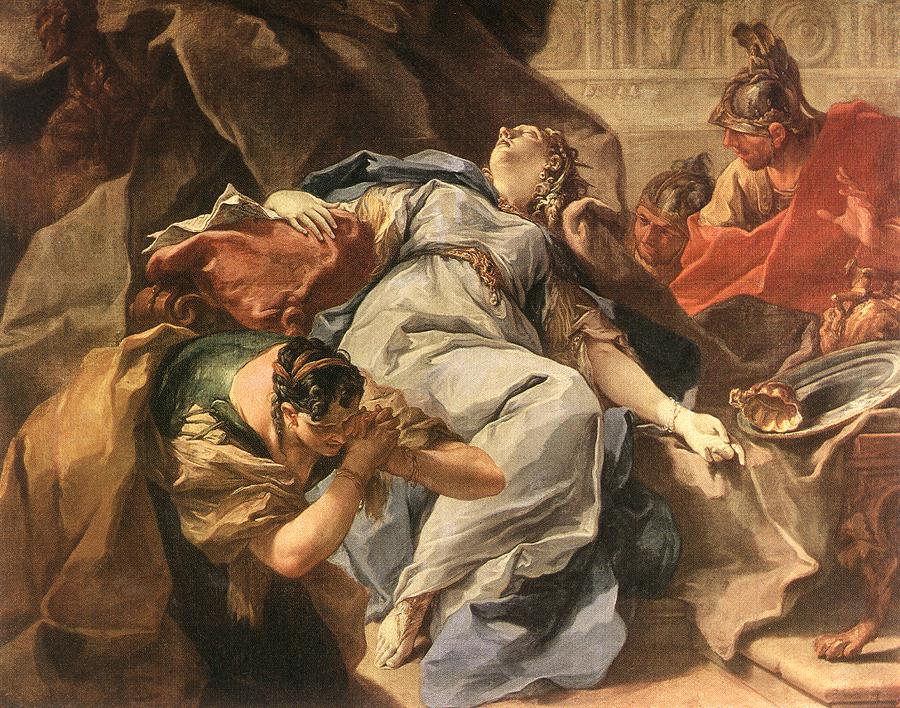
Giambattista Pittoni, La morte di Sofonisba, 1716-1720

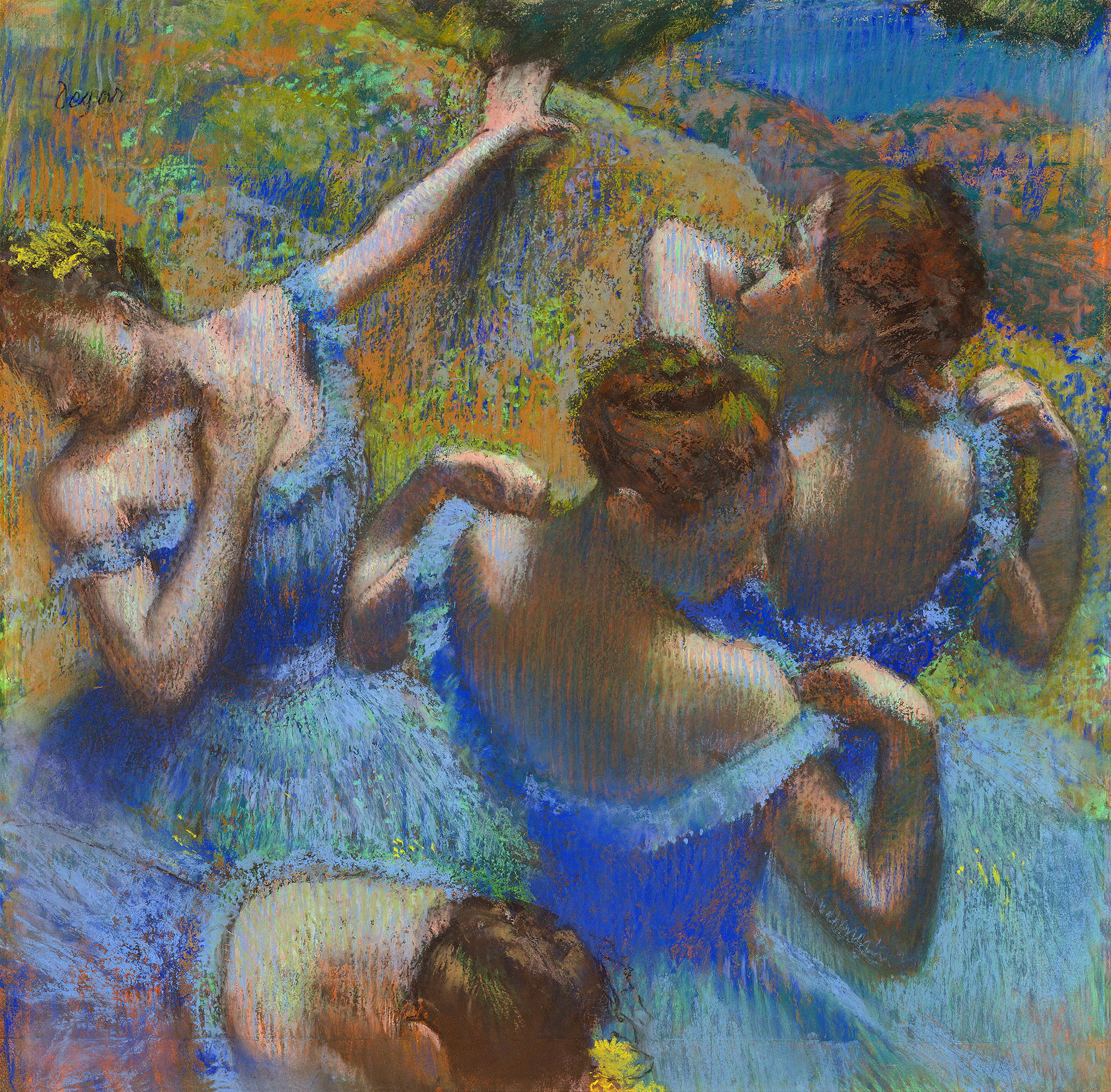
Ballerine dietro le quinte (Edgar Degas)

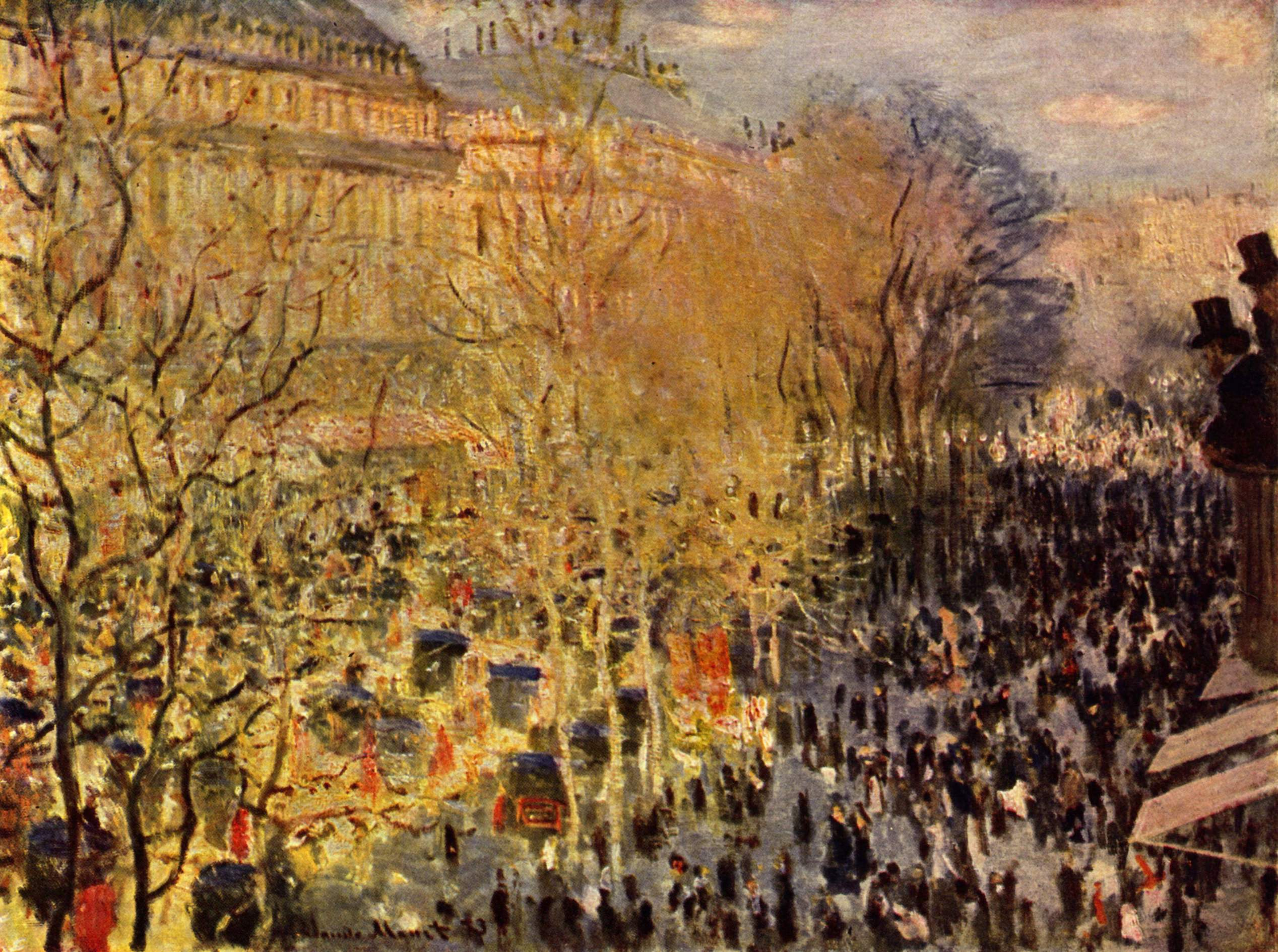
Il carnevale al boulevard des Capucines (Claude Monet, 1873)

### Scuola italiana
Matteo di Giovanni
- Madonna col Bambino tra i santi Caterina e Cristoforo, 1490 circa

Sandro Botticelli
- Annunciazione, 1495-1498

Cima da Conegliano
- Deposizione di Cristo 1500 circa
- Cristo in trono ante 1505

Bronzino
- Madonna col Bambino e san Giovannino (Madonna Stroganoff), 1540 circa

Tiziano Vecellio
- Cardinale Antoniotto Palavicini, anni 1540

Perugino (bottega)
- Madonna col Bambino, primo decennio del XVI secolo

Giovanni Gerolamo Savoldo
- Tentazione di sant'Antonio, 1520 circa

Giovanni Battista Pittoni
- Morte di Sofonisba, 1716-1720

Canaletto
- Il ritorno del Bucintoro al Molo di fronte al Palazzo ducale, 1727-1729

### Scuola francese
Paul Cézanne
- Castagni e fattoria al Jas de Bouffan, 1886 circa
- Martedì grasso, 1888
- Zuccheriera, bricco e piatto con frutta, 1890 circa
- Uomo con pipa appoggiato a un tavolo, 1893-1896
- Ponte sullo stagno, 1895-1898
- Bouquet di fiori, 1902-1904

Marc Chagall
- Notturno, 1947
- Il pittore e la sua fidanzata, 1980

Edgar Degas
- Ballerina in posa per il fotografo, 1875 circa
- Ballerine dietro le quinte, 1897 circa

Claude Monet
- Colazione sull'erba, 1866
- Lillà al sole, 1873
- Il carnevale al boulevard des Capucines, 1873
- Scogliera a Etretat, 1886
- Scogli a Belle-Ile (Le guglie di Port-Coton), 1886
- Covone presso Giverny, 1886
- La Cattedrale di Rouen, la sera, 1894
- La Cattedrale di Rouen a mezzogiorno, 1894
- Ninfee bianche, 1899

Pierre-Auguste Renoir
- La pergola, 1876
- Donna nuda seduta, 1876 circa
- Ragazze in nero, 1881

Edvard Munch
- Ragazze sul ponte 1902 circa

L’opera si trova all’Hermitage a San Pietroburgo, nel Palazzo dello Stato Maggiore.
Fernand Léger

### Scuola spagnola
Pablo Picasso
- L'appuntamento, 1900
- I due saltimbanchi (Arlecchino e la compagna), 1901
- Ritratto di Jaime Sabartès, 1901
- Il vecchio ebreo, 1903
- Acrobata e giovane equilibrista, 1905
- Ragazza di Maiorca, 1905
- La casetta in giardino, 1908
- Donna con ventaglio, 1909
- Ritratto di Ambroise Vollard, 1909-1910

### Scuola olandese
Vincent van Gogh
- La vigna rossa, 1888
- Ritratto del dottor Rey, 1889
- La ronda dei carcerati, 1890

Frans Hals
- San Marco, 1625